# Shusaku Nishikawa
Shusaku Nishikawa (Usa, Prefectura d'Ōita, Japó, 18 de juny de 1986) és un futbolista japonès.

## Selecció japonesa
Shusaku Nishikawa ha disputat 8 partits amb la selecció japonesa.
El 12 de maig de 2014 s'anuncià la seva inclusió a la llista de 23 jugadors de la selecció japonesa per disputar el Mundial de 2014 al Brasil. Els dorsals van ser anunciats el 25 de maig.